# 統一工黨
統一工黨（United Labour Party）是亞美尼亞一個社會民主政黨。它由 Gurgen Arsenyan領導。在2003年5月25日亞美尼亞議會選舉之後，該黨贏得了 5.7% 的民眾選票和國民議會131 個席位中的 6 個席位。